# Anavinemina aequilibera
Anavinemina aequilibera là một loài bướm đêm trong họ Geometridae.